# جون واردلي
جون واردلي (بالإنجليزية: John Wardley)‏ هو مهندس بريطاني، ولد في 6 يونيو 1950 في هارو ‏ في المملكة المتحدة.

## وصلات خارجية
- الموقع الرسمي